# Horcajo de la Sierra-Aoslos
Horcajo de la Sierra-Aoslos är en kommun i Spanien. Den ligger i den autonoma regionen Madrid, i den centrala delen av landet, 70 km norr om huvudstaden Madrid. Antalet invånare är 233 (2024).